# Miłość w Königshütte
Miłość w Königshütte – sztuka teatralna autorstwa Ingmara Villqista napisana na podstawie wcześniejszego scenariusza filmowego. Inspiracją do napisania tej sztuki była wizyta w 18. urodziny autora, wraz z matką, na terenie Obozu Zgoda w Świętochłowicach.

## Opis fabuły
Akcja toczy się pod koniec II wojny i bezpośrednio po jej zakończeniu. Główny bohater, lekarz i Ślązak, dostaje się do niewoli, a następnie na własną prośbę zostaje wcielony do Ludowego Wojska Polskiego. Po zakończeniu wojny rozpoczyna pracę w chorzowskim szpitalu, poznaje pochodzącą z centralnej Polski nauczycielkę w której się zakochuje i z którą się żeni. Równocześnie rozpoczyna pracę w izbie chorych Obozu Zgoda. Widzi warunki panujące w obozie oraz tortury, jakim poddawani są w nim uwięzieni Ślązacy. Postanawia pomóc młodej więźniarce. Niestety, jego żona nie może pogodzić się z odrębnością Ślązaków.

## Premiera i obsada[2]
Premierowe przedstawienie odbyło się w Teatrze Polskim w Bielsku-Białej, 31 marca 2012.
- Reżyseria – Ingmar Villqist
- Scenografia – Ingmar Villqist
- Kostiumy – Ilona Binarsch
- Muzyka – Krzysztof Maciejowski

Obsada przedstawienia premierowego:
- Dr Jan Schnerder – Artur Święs
- Dr Jan Schnerder – współcześnie – Bernard Krawczyk
- Marzena Daniszewska – żona Jana Schneidera, nauczycielka z centralnej Polski – Anna Guzik
- Major Kiereński – major Armii Czerwonej a potem Wojska Polskiego – Tomasz Lorek
- Langner – ślazak konspirujący przeciwko nowej władzy – Artur Pierściński
- Pani Brainer – Ślazaczka – Grażyna Bułka
- Pan Brainer – Ślązak – Kazimierz Czapla
- Elwira – więźniarka Obozu Zgoda – Daria Polasik